# نوت‌ویکن
نوت‌ویکن (به سوئدی: Notviken) یک منطقهٔ مسکونی در سوئد است که در نوربوتن واقع شده‌است. نوت‌ویکن ۲٬۵۱۸ نفر جمعیت دارد.